# Ударница
Кондитерская фабрика «Ударница» — старейший в России производитель «лёгких сладостей»: зефира, зефира в шоколаде, пастилы, мармелада, клюквы в сахарной пудре и прочего. Компания основана в 1929 году на базе пивоваренного завода торгового дома «Карнеева, Горшанова и Ко». Расположена в Москве, в районе Якиманка на улице Шаболовка, дом 13. Компания владеет брендами «Шармэль», «Мармеландия», «Бумба».
«Ударница» является лидером по производству «лёгких сладостей» среди российских кондитеров и вместе с компаниями Mars и Perfetti Van Melle входит в тройку лидеров по объёмам продаж сахаристых изделий в России, согласно исследованию MEMRB Retail Tracking Services, проведённому в 2008 году.

## Продукция кондитерской фабрики
- Зефир «Шармэль»
- Зефир в шоколаде «Шармэль»
- Пастила «Шармэль»
- Клюква в сахарной пудре «Шармэль»
- Мармелад «Мармеландия» «Фруктовый коктейль»
- Мармелад «Мармеландия» «Клубничный нектар»
- Мармеладные дольки «Мармеландия»
- Мармеладное ассорти «Мармеландия»
- Жевательный мармелад «Бумба»